# Euproctis edwardsii
Euproctis edwardsii är en fjärilsart som beskrevs av Newman 1856. Euproctis edwardsii ingår i släktet Euproctis och familjen tofsspinnare. Inga underarter finns listade i Catalogue of Life.